# Новокостянтинівська вулиця
Новокостянти́нівська ву́лиця — вулиця на межі Оболонського і Подільського районів міста Києва, місцевість Куренівка. Пролягає від Заводської вулиці до вулиці Олени Теліги та проспекту Степана Бандери.
Прилучаються вулиця Гулаків-Артемовських, Гаванський провулок, вулиці Миколи Кравченка, Корабельна, Вікентія Хвойки, Тульчинська і Троїцько-Кирилівська.

## Історія
Вулиця виникла у 50-ті роки ХХ століття. Сучасна назва — з 1958 року (як продовження Костянтинівської вулиці). Початкову частину Новокостянтинівської вулиці прокладено на місці Лугової вулиці, що існувала у XIX — на початку ХХ століття.
12 лютого 2025 року шляхопровід через залізничні колії на вулиці почали ремонтувати який капітально не ремонтували з 1969 року.

## Установи
- Вантажна залізнична станція Почайна (буд. № 2-а).

## Зображення

Будинок № 15/15 (на розі з вулицею В. Хвойки) (1950-ті рр.)
Головний офіс АСК «Укррічфлот» (буд. № 18-В)